# Якуненков, Иван Иванович
Иван Иванович Якуненков (17 декабря 1932 — 12 апреля 2018) — передовик советского сельского хозяйства, директор госплемптицезавода «Арженка» Рассказовского района Тамбовской области, Герой Социалистического Труда (1971).

## Биография
Родился 17 декабря 1932 года в Ельнинском районе Западной области (ныне Смоленская область). В период Великой Отечественной войны находился на оккупированной территории. Его отец прошёл всю войну, а мать была убита осколком, тяжёлые ранения получила сестра. Осенью 1944 года, после возвращения отца, продолжил обучение в школе. В 1948 году стал работать бригадиром животноводства Екимовского откормсовхоза Холм-Жирковского района Смоленской области. Завершив обучение в сельскохозяйственном техникуме, был направлен в Московскую сельскохозяйственную академию имени К.А. Тимирязева, которую успешно окончил в 1959 году. 
После завершения обучение в ВУЗе стал трудиться завучем Кирсановского ветеринарного техникума в городе Кирсанов Тамбовской области. С 1960 по 1961 годы был назначен и работал директором госплемптицезавода (ГППЗ) «Степное гнездо» Сампурского района, в кратчайшие сроки вывел хозяйство в передовые. С 1961 по 1962 годы трудился в должности председателя Уваровского исполкома районного Совета, затем был назначен первым заместителем Уваровского территориально-производственного колхозно-совхозного Управления сельского хозяйства. С 1963 года стал работать в должности председателя Тамбовского областного межколхозного строительного объединения «Облмежколхозстрой». 
С 1964 по 1982 годы работал в должности директора ГППЗ «Арженка» Рассказовского района Тамбовской области. Под его руководством в 1969 году предприятие сумело получить 50 миллионов яиц, что почти втрое больше, чем в 1960 году. А 1970 год был получен рекордный результат - 101 миллион яиц. Далее количество продукции только увеличивалось - 120, 130, 150 миллионов яиц.
За выдающиеся успехи, достигнутые в развитии сельскохозяйственного производства и выполнении пятилетнего плана продажи государству продуктов животноводства, Указом Президиума Верховного Совета СССР от 8 апреля 1971 года Ивану Ивановичу Якуненкову было присвоено звание Героя Социалистического Труда с вручением ордена Ленина и золотой медали «Серп и Молот».
С 1982 по 1986 годы работал начальником производственного отдела Тамбовского областного производственного отдела хлебопродуктов. С 1986 года стал трудиться главным зоотехником Управления сельского хозяйства Рассказовского района Тамбовской области. В дальнейшем вышел на пенсию. 
Являлся делегатом XXIV съезда КПСС, избирался членом Тамбовского обкома КПСС, был депутатом Рассказовского районного Совета депутатов.
Жил в городе Рассказово Тамбовской области. Умер 12 апреля 2018 года.  

## Награды
За трудовые успехи удостоен:
- золотая звезда «Серп и Молот» (08.04.1971),
- два ордена Ленина (08.04.1971, 11.12.1973),
- Орден Октябрьской Революции (23.12.1976),
- Орден «Знак Почёта» (22.03.1966),
- другие медали.
- Заслуженный зоотехник РСФСР (1978).